# Biblioteca e Museu Jimmy Carter
A Biblioteca e Museu Jimmy Carter (em inglês:  Jimmy Carter Library and Museum) em Atlanta, Geórgia, abriga os papéis do presidente Jimmy Carter e outros materiais relacionados à administração Carter e à vida da família Carter. A biblioteca também abriga exposições especiais, como o Prêmio Nobel da Paz de Carter e uma réplica em tamanho real do Salão Oval como era durante o governo Carter, incluindo uma reprodução da mesa do Resolute.
A Biblioteca e Museu Carter inclui algumas partes que são de propriedade e administradas pelo governo federal, e algumas que são de propriedade e operadas privadamente. A biblioteca e o museu são administrados pelos Arquivos Nacionais e Administração de Documentos e fazem parte do sistema de bibliotecas presidenciais do governo federal. Áreas de propriedade privada abrigam os escritórios de Carter e os escritórios do Carter Center, a uma agência de direitos humanos sem fins lucrativos.
O edifício que abriga a biblioteca e o museu tem 6.480 metros quadrados, com 1.418,5 metros quadrados de espaço para exposições e 1.841,2 metros quadrados de espaço de arquivo e armazenamento. As estantes da biblioteca abrigam 27 milhões de páginas de documentos; 500.000 fotos e 40.000 objetos, juntamente com filmes, vídeos e fitas de áudio. Essas coleções cobrem todas as áreas da administração Carter, desde a política externa e doméstica até as vidas pessoais do presidente Jimmy Carter e da primeira-dama Sra. Rosalynn Carter.
O complexo está situado próximo à John Lewis Freedom Parkway, que foi originalmente chamada de "Presidential Parkway" (e em um ponto, "Jimmy Carter Parkway") em seus estágios de planejamento. O terreno em que o museu fica era parte do quartel-general do general Sherman durante a Batalha de Atlanta na Guerra Civil.
Embora o presidente Herbert Hoover e quase todos os presidentes desde então (exceto John F. Kennedy e Lyndon B. Johnson) tenham escolhido ser enterrados em seu museu presidencial, este não será o caso de Jimmy Carter, que será enterrado em sua casa em Plains, Geórgia, com sua esposa Rosalynn Carter. Os Carters também planejaram que sua casa, que é propriedade do National Park Service e faz parte do Parque Histórico Nacional Jimmy Carter, fosse convertida em um museu.

## História

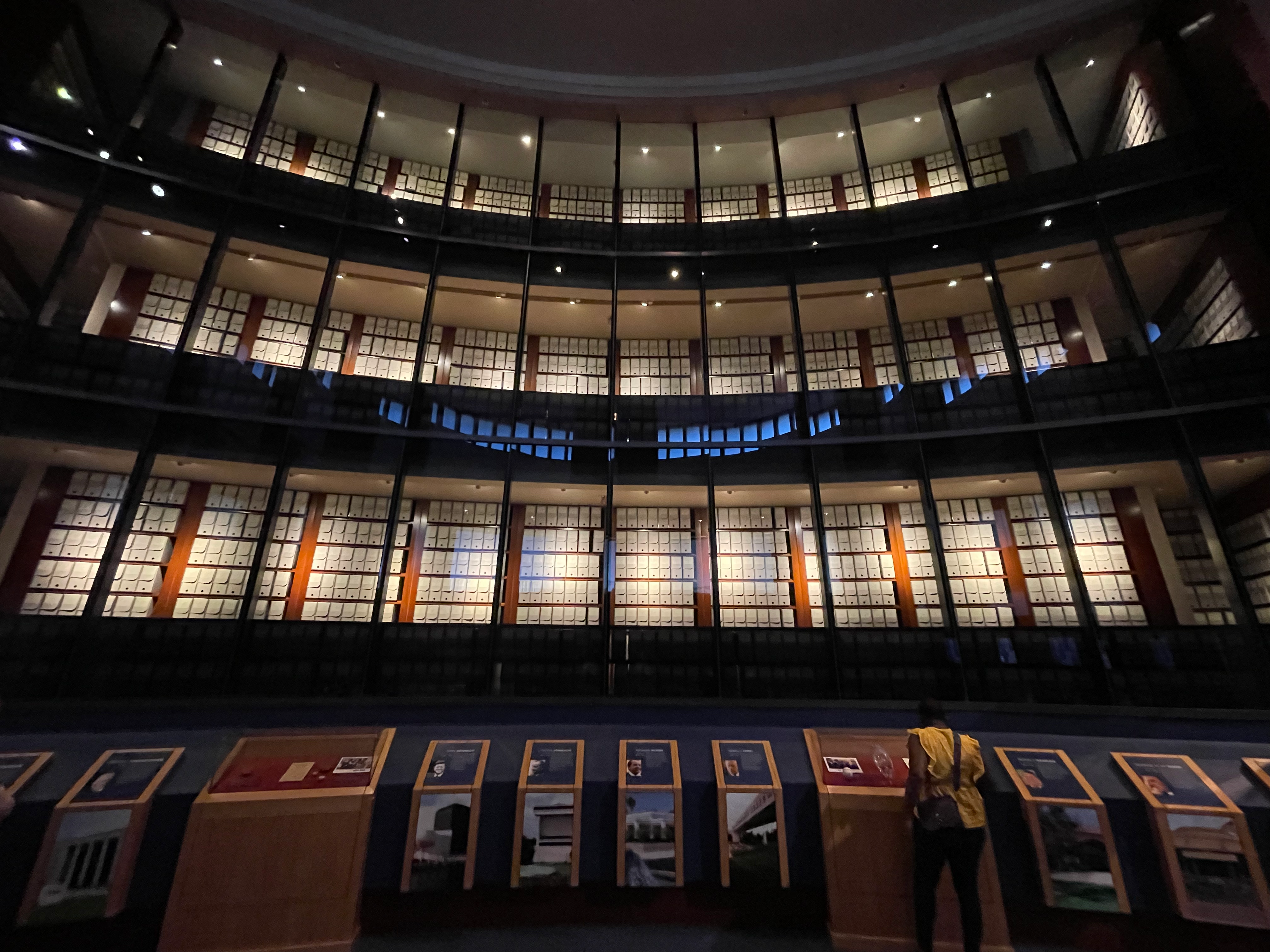
A biblioteca vista de dentro do museu

No início de sua administração, Carter demonstrou interesse em ter sua biblioteca presidencial construída na Geórgia. O local escolhido foi no bairro de Poncey-Highland, em Atlanta, em um terreno que havia sido adquirido pelo Departamento Transportes da Geórgia, para um cruzamento entre duas rodovias redundantes que foram canceladas por Carter quando ele era governador da Geórgia, em resposta às revoltas nas rodovias de Atlanta. (Veja Interstate 485, Georgia State Route 400, Interstate 675, e Stone Mountain Freeway.)
A firma de Atlanta Jova/Daniels/Busby foi selecionada como arquitetos, em cooperação com Lawton/Umemura/Yamamoto do Havaí. Durante o projeto e a construção, os papéis de Carter foram temporariamente abrigados no antigo prédio dos correios no centro de Atlanta. A construção começou em 2 de outubro de 1984, e a biblioteca foi aberta ao público no aniversário de 62 anos de Carter, 1º de outubro de 1986. A construção custou US$ 26 milhões, financiados por contribuições privadas.
Uma reforma de US$ 10 milhões no museu começou em abril de 2009 e foi concluída no aniversário de 85 anos do presidente Carter, em outubro de 2009.
O primeiro diretor da biblioteca e do museu foi o Dr. Donald Schewe, que originalmente auxiliou na transferência e processamento dos materiais da administração Carter no final do mandato de Carter, no início de 1981.
Desde 2014, a diretora é a Dra. Meredith Evans, natural de Atlanta, que ocupou vários cargos de liderança em coleções especiais e bibliotecas em instituições como a Universidade Washington em St. Louis e a Universidade George Washington.
A biblioteca e o museu oferecem entrada gratuita para todos os alunos com 16 anos ou menos. Eles podem fazer um tour guiado ou autoguiado. Juntos, a biblioteca e a The Coca-Cola Foundation estabeleceram financiamento para a biblioteca fornecer fundos de transporte para todas as escolas da Geórgia usarem ao trazer alunos ao museu para atividades educacionais.
Após sua morte, Rosalynn Carter repousou na biblioteca em 27 de novembro de 2023.